# Églisolles
Églisolles är en kommun i departementet Puy-de-Dôme i regionen Auvergne-Rhône-Alpes i centrala Frankrike. Kommunen ligger i kantonen Viverols som tillhör arrondissementet Ambert. År 2022 hade Églisolles 309 invånare.

## Befolkningsutveckling
Antalet invånare i kommunen Églisolles
| Referens: INSEE |